# 경보 (전한)
경보(慶普, ? ~ ?)는 전한 후기의 유학자로, 자는 효공(孝公)이며 패군 사람이다.

## 행적
후창의 밑에서 수학하였다. 동평태부를 지냈고, 제자로 하후경이 있었다.

## 출전
- 반고, 《한서》 권88 유림전